# Кубок Ліхтенштейну з футболу 2001—2002
Кубок Ліхтенштейну з футболу 2001—2002 — 57-й розіграш кубкового футбольного турніру в Ліхтенштейні. Титул здобув Вадуц.

## Календар
| Раунд        | Дата                      | Матчі | Клуби  |
| ------------ | ------------------------- | ----- | ------ |
| Перший раунд | 16 - 17 жовтня 2001       | 8     | 14 → 8 |
| 1/4 фіналу   | 6 - 7 листопада 2001      | 4     | 8 → 4  |
| 1/2 фіналу   | 25 квітня - 1 травня 2002 | 2     | 4 → 2  |
| Фінал        | 12 травня 2002            | 1     | 2 → 1  |

## Перший раунд
| Команда 1        | Рахунок | Команда 2   |
| ---------------- | ------- | ----------- |
| 16 жовтня 2001   |         |             |
| Ешен-Маурен II   | 0–8     | Шан         |
| Вадуц-2          | 4–0     | Руггелль    |
| Трізен Еспаньйол | 1–2     | Трізенберг  |
| Трізенберг II    | 0–6     | Бальцерс    |
| 17 жовтня 2001   |         |             |
| Трізен II        | 0–7     | Ешен-Маурен |
| Шан Аццуррі      | 4–2     | Руггелль II |
| Бальцерс II      | 2–1     | Трізен      |

## 1/4 фіналу
| Команда 1        | Рахунок | Команда 2   |
| ---------------- | ------- | ----------- |
| 6 листопада 2001 |         |             |
| Вадуц-2          | 2–3     | Трізенберг  |
| Шан              | 0–1     | Бальцерс    |
| 7 листопада 2001 |         |             |
| Шан Аццуррі      | 2–14    | Вадуц       |
| Бальцерс II      | 1–2     | Ешен-Маурен |

## 1/2 фіналу
| Команда 1      | Рахунок | Команда 2 |
| -------------- | ------- | --------- |
| 25 квітня 2002 |         |           |
| Ешен-Маурен    | 3–0     | Бальцерс  |
| 1 травня 2002  |         |           |
| Трізенберг     | 0–2     | Вадуц     |

## Фінал
| 12 травня 2002 |

| Вадуц                                                              | 6–1 | Ешен-Маурен |
| ------------------------------------------------------------------ | --- | ----------- |
| Царн 36', 74' Меренда 43' Д. Польверіно 57', 90' Сільва 90' (пен.) |     | Атав 20'    |

| Райнпарк, Вадуц Глядачів: 1,280 Арбітр: Дітмар Драбек (Австрія) |